# Siluni
Siluni o Silum (in croato otočić Kamenjak) è un isolotto disabitato della Croazia situato a nordovest dell'isola di Premuda.
Amministrativamente appartiene alla città di Zara, nella regione zaratina.

## Geografia
Siluni si trova nella parte meridionale del canale del Quarnarolo (Kvarnerička vrata), poco a nordovest di Premuda, da cui dista 170 m. Nel punto più ravvicinato, invece, dista dalla terraferma (punta Jurisnizza (rt Jurišnica), sulla costa dalmata) 40,5 km.
Siluni è un isolotto di forma allungata, orientato approssimativamente in direzione nord-nordovest-sud-sudest e più stretto nella parte meridionale. Misura 405 m di lunghezza e 160 m di larghezza massima. Ha una superficie di 0,04835 km² e uno sviluppo costiero di 0,933 km. Al centro, raggiunge un'elevazione massima di 22 m s.l.m.. All'estremità settentrionale sorge un faro.

### Isole adiacenti
- Lutestrago (Lutrošnjak), isolotto ovoidale, situato 700 m circa a nord di Siluni.

### Cartografia
- (HR) Mappa topografica della Croazia 1:25000, su preglednik.arkod.hr.